# Provincie Pontevedra
Provincie Pontevedra je španělská provincie v jihozápadní Galicii, autonomním společenství na severozápadě Španělska. Na severu hraničí s provincií A Coruña, na východě s provinciemi Lugo a Ourense, na jihu s Portugalskem (hranici tvoří převážně řeka Minho) a na západě s Atlantským oceánem.

## Geografie
Pobřeží provincie tvoří z velké části fjordy, tzv. Rías Baixas. Provincie sdílí národní park Parque Nacional das Illas Atlánticas de Galicia se sousední provincií A Coruña. K provincii náleží množství ostrovů, mezi nimi největší galicijský ostrov Illa de Arousa.
Provincie měla v roce 2018 celkem 940 927 obyvatel, z nichž více než 8 % žije v hlavním městě Pontevedra. Provincie je rozdělena řekou Lérez na dvě části. Pontevedra nabízí mnoho historických budov, památníků a kostelů. Hlavní město provincie však není městem největším, tím je přístav Vigo s 293 000 obyvateli. Celkem je v provincii 62 obcí.
| Vývoj počtu obyvatel: Provincie Pontevedra - od roku 1900 do roku 2021 |         |         |         |         |         |
| 1900                                                                   | 1930    | 1950    | 1981    | 2004    | 2021    |
| 457 262                                                                | 568 011 | 671 609 | 859 897 | 930 931 | 944 275 |
|                                                                        |         |         |         |         |         |

## Symboly provincie
Znak: V modrém poli zlatý most nad stříbrnými a modrými vlnami, uprostřed s kamenným křížem, po stranách hradby a věžemi ze stejného kovu s červenými okny. Klenot – uzavřená královská koruna. V této podobě znak užívá město.
Provincie znak odlišuje barvami (přirozené kamenné ve stříbře) a přidáním zlato-modrých fafrnochů.
Vlajka: bílo-modrá pošikem s úplným znakem ve středu, někdy s opisem „Excma. Deputación Provincial de Pontevedra“. Vlajka byla schválena ministerským nařízením z 9. října 1973. Přijato dekretem 258/1992 z 10. září a dekretem 369/1998, který upravuje proceduru a pravidla heraldiky a pravidla pro schvalování, úpravy a obnovu znaků a vlajek korporací a jiných místních úřadů a sestavu a funkce heraldického výboru galicijské vlády.